# 曙事件
曙事件（あけぼのじけん）とは、1952年（昭和27年）7月30日に、山梨県南巨摩郡曙村（現身延町）で発生したテロ事件。

## 事件の発端
山梨県南巨摩郡曙村は平家の落人伝説がある貧しい村であったが、一方で資産家のSが力を奮い、農地改革以降も山林地主として影響力を保持していた。
当時日本共産党（所感派）は51年綱領と軍事方針を決定し、武装闘争を各地で展開しており、この村に山村工作隊が派遣された。山村工作隊は、「山林地主からの山林の解放」を掲げ、「Sを人民裁判にかけ、財産を村民に分配する」と主張してオルグ活動を展開した。
山村工作隊による糾弾活動が行われたものの、Sは山林開放を拒否した。

## 事件の概要
1952年（昭和27年）7月30日夜、約10人の山村工作隊が竹槍や棍棒を持ってS宅に押し入り、就寝中のS及び妻や家政婦・小学生3人に棍棒で殴り、荒縄で縛り上げ頭から冷水を浴びせる等の暴行を加えて重傷を負わせた。更に家財道具を破壊した後、現金4,860円と籾1俵を強奪して逃走した。
警察は強盗致傷事件として捜査し、山狩りにより共産党員3人を含む8人を検挙した。

## その後の顛末
被疑者らは公判廷においても自らの行為の正当性を主張した。1964年（昭和39年）1月20日の最高裁判所判決により、被告全員に懲役2年から8年の有罪判決が確定した。
日本共産党は、この事件について菅生事件と同様の公安警察による謀略事件としており、事件発生50周年を記念したパンフレットでも同様に主張している。一方で兵本達吉など共産党に批判的な立場からは、山村工作隊に代表される武装闘争路線が招いた政治テロの一つと主張している。